# Classification internationale des handicaps
Pour les articles homonymes, voir CIH.
La classification internationale des handicaps et santé mentale (acronyme CIH) proposée par l'Organisation mondiale de la santé est publiée pour la première fois en 1980 par Philip Wood, pour compléter la classification internationale des maladies (CIM) en étudiant leurs effets dans la vie de l'individu, car contrairement à la CIM, ce classement s'attache à identifier les processus d'invalidité relativement aux normes environnementales et sociétales.
En partant de la maladie, ce processus de classification identifie :
- les déficiences, qui relèvent de la santé et qui peuvent être situées au niveau physiologique, anatomique ou psychologique ;
- les incapacités, qui en sont le résultat et qui concernent l'interaction avec l'environnement ;
- et les désavantages, qui eux se situent relativement à l'intégration sociale, et le rapport de compétitivité.

En 2001, une révision a été proposée et adoptée par 200 pays. Rebaptisée Classification internationale du Fonctionnement, du handicap et de la santé (CIF), elle est maintenant utilisée préférentiellement à la CIH.